# Vlčovice
Vlčovice (německy Wiltschowitz) jsou jednou ze tří místních částí města Kopřivnice. V říjnu roku 2007 se zde nalézalo celkem 199 domů. Leží převážně na levém břehu řeky Lubiny u silnice I. třídy z Frenštátu pod Radhoštěm do Příbora. Od Frenštátu pod Radhoštěm jsou Vlčovice vzdáleny přibližně 5 km. Na území Vlčovic se nachází průmyslová zóna a nedaleko od ní je polygon automobilky Tatra.

## Název
Nejstarší doklady z 15. století uvádějí jméno vesnice v podobě Veličovice. Jeho základem bylo osobní jméno Velič, domácká podoba některého jména začínajícho na Vel- (např. Velebor, Velemysl, Velislav). Nejstarší (písemně nedoložený) tvar Veličovici byl pojmenováním obyvatel vsi a znamenal "Veličovi lidé". Podoba Vlčovice vznikla zkrácením (přes písemně doložený tvar Velčovice) a přichýlením k obecnému vlk.

## Historie
Vlčovice patřily k šostýnskému statku. První písemná zmínka o Vlčovicích pochází z roku 1437 (pod názvem „Velicovice“). , kdy byly převedeny k hukvaldskému panství biskupů olomouckých, kam náležely až do konce jejich správy.

## Pamětihodnosti
Areál filiálního kostela Všech svatých. Zděná stavba z konce 16. století. K podélnému jednolodí je na západě přistavěna hranolová věž s dvojitou cibulovou bání, polygonální kněžiště je opatřeno opěráky.
U areálu kostela, vedle hasičské zbrojnice, se nachází kříž s motivem Ukřižováním a s Arma Christi - s oštěpem s houbou namočenou v octu,s kleštěmi, kladivem. Na podstavci jsou sochy Panny Marie a Svatého Jana Evangelisty. V areálu kostela je umístěn jednoduchý kamenný kříž.

## Sport
Vlčovice mají rovněž sportovní vyžití. Již od roku 1933 je zde fotbalový klub FC Vlčovice-Mniší.

## Sbor dobrovolných hasičů
V roce 1893 byl ve Vlčovicích založen Sbor dobrovolných hasičů.